# Mitchell Johnson
Mitchell Johnson (ur. 2 listopada 1981 w Townsville), australijski krykiecista, niezwykle obiecujący rzucający w stylu fast.  Odkryty przez jednego z najlepszych fast bowlerów w historii krykieta Dennisa Lillee'ego według którego Johnson jest "jedynym tak dobrym bowlerem w swoim pokoleniu". 
Jego debiutem w meczu testowym był mecz przeciwko Sri Lance - 8 listopada-12 listopada 2007.